# Кто ты? (фильм, 1999)
«Кто ты?» (хинди कौन, Kaun?) — индийский психологический триллер, снятый режиссёром Рамом Гопалом Вармой и вышедший в прокат 26 февраля 1999 года.

## Сюжет
Оставшись одна в большом доме, молодая женщина узнаёт из новостей по телевизору, что по городу гуляет маньяк-убийца. Через какое-то время в дверь раздаётся звонок, и некий человек утверждает, что пришёл к мистеру Мальхотре. Хотя женщина отвечает, что дом принадлежит другому человеку, мужчина, представившийся Самиром Пурнавале, возвращается ещё несколько раз в попытках попасть в дом. Когда напуганная женщина всё-таки впускает его, они находят в доме ещё одного человека, который говорит, что он инспектор полиции. Однако он выглядит слишком подозрительно и ему не верят. Самир вступает с ним в драку, а женщина, завладев его пистолетом, вынуждает его сознаться, что он на самом деле вор. Самир пытается сообщить о нём в полицию, но выясняется, что телефон не работает. Тогда он говорит женщине спрятаться, пока он попробует наладить связь. Когда в дверь снова звонят и спрашивают мистера Мальхотру, Самир идет искать женщину и находит на чердаке труп.

## В ролях
- Урмила Матондкар — мадам
- Манодж Баджпаи — Самир А. Пурнавале
- Сушант Сингх — инспектор Куреши / вор

## Критика
Анупама Чопра в рецензии для India Today написала, что «первая половина фильма, кажется, растягивается бесконечно... [фильм] набирает обороты во второй половине, добавляя столь необходимые дозы юмора и доходя до поразительной развязки».
Супарн Верма с портала Rediff.com добавляет, что хотя кульминация фильма немного затянута и оставляет несколько вопросов без ответов, она производит неизгладимое впечатление.
Рецензия Utkal Today называет сильными сторонами фильма: отличный актерский состав, идеальную игру, удачную обстановку (дом и дождь) и фоновую музыку Сандипа Чоута.
Согласно отзыву The Faunlet 20 лет спустя эксперименты Вармы с созданием атмосферного ужаса стали не чем иным, как революцией. Фильм манипулирует аудиторией, заставляя слепо доверять злодею. А хичкоковский подвиг психологической уловки в фильме на хинди был беспрецедентным в 1999 году. 